# Arcada ciega

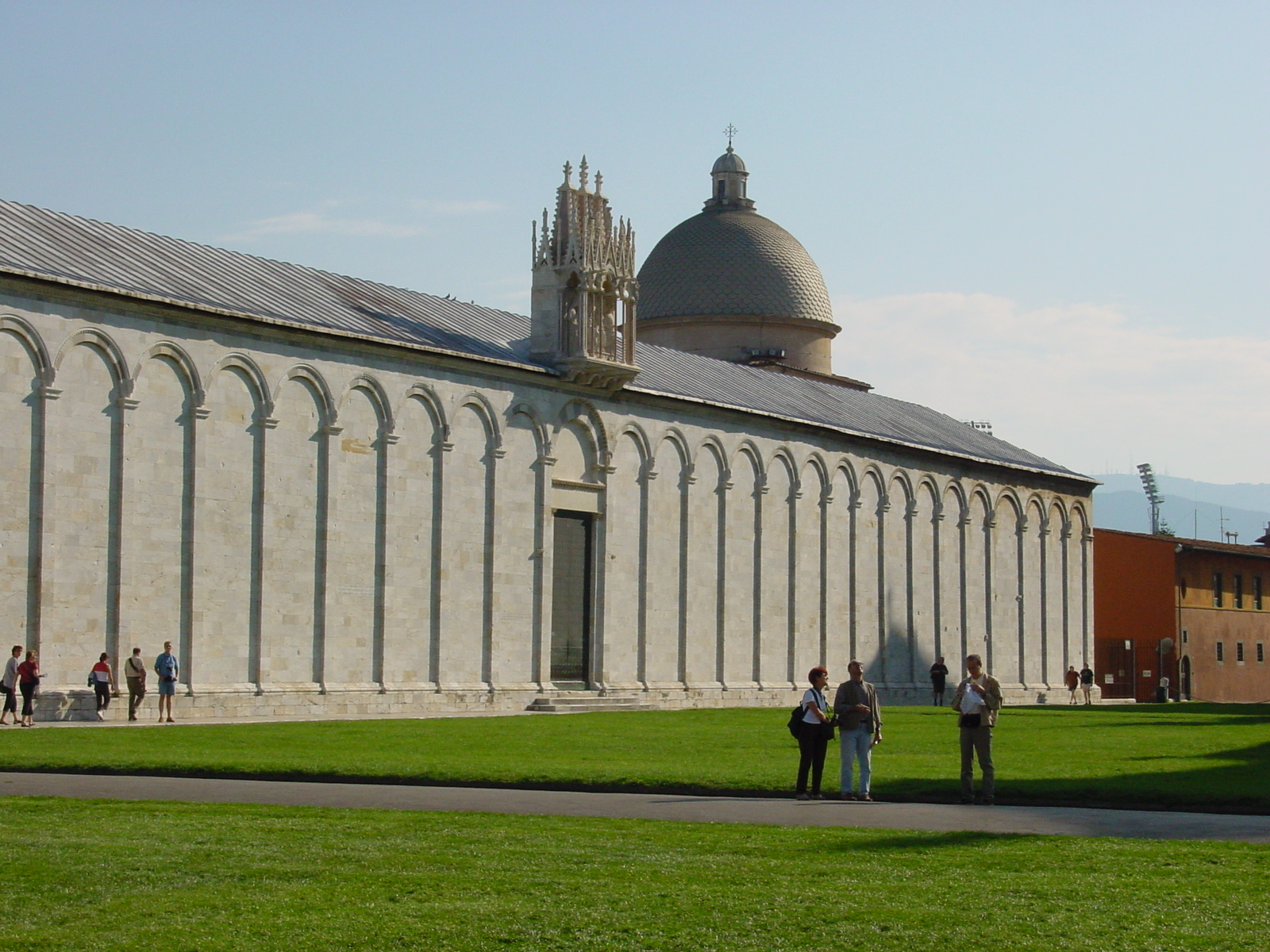
Arcada ciega en el cementerio monumental de Pisa.

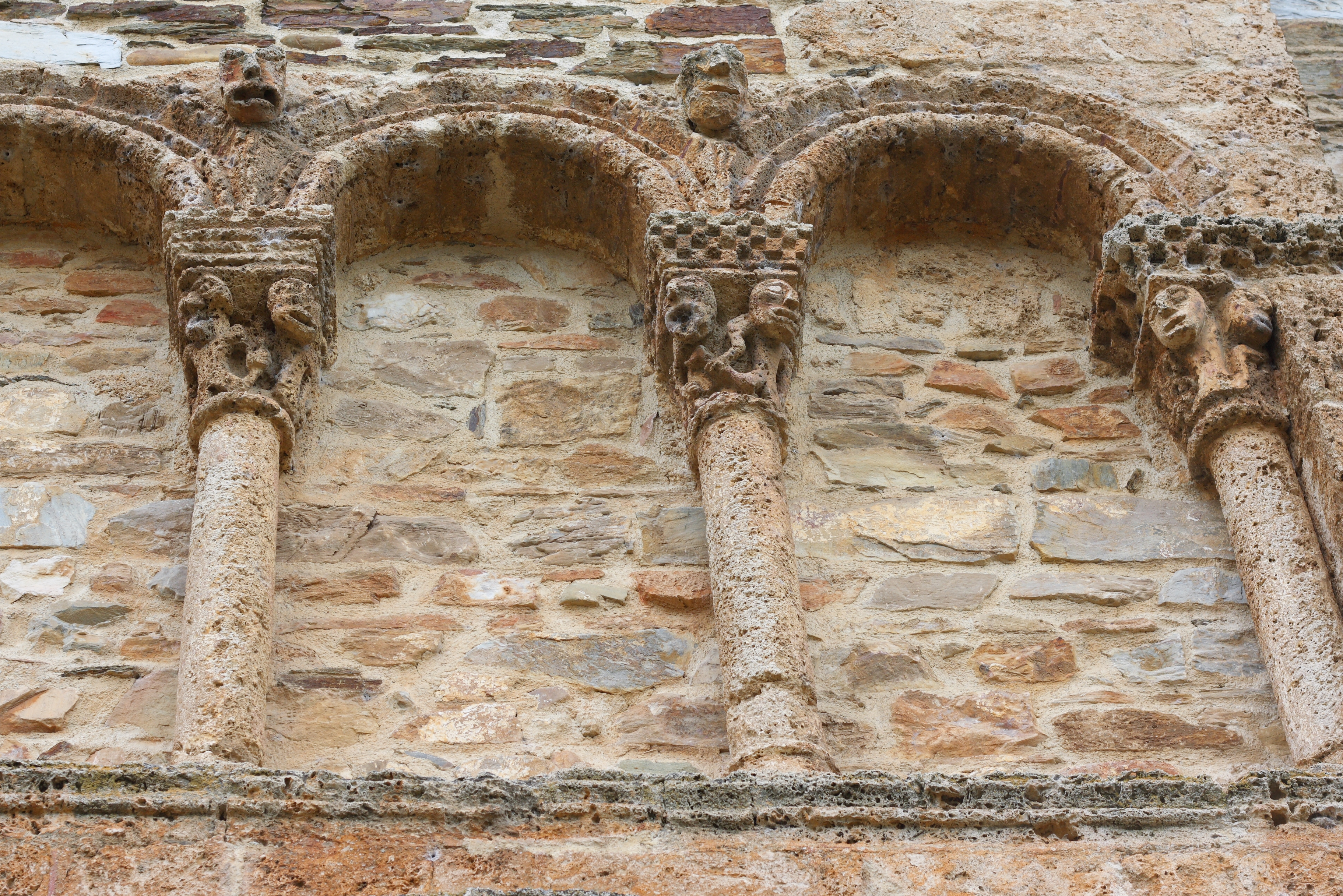
Arcada ciega en San Miguel de Corullón.

En arquitectura, una arcada ciega es un conjunto de arcos decorativos que están superpuestos a un muro, sin dejar huecos que traspasen dicho muro. 
La arcada ciega estuvo muy en boga en la época medieval, sobre todo en la arquitectura románica. Los ejemplos más célebres deben buscarse en el románico pisano y en particular en el registro inferior de la Catedral de Pisa, el Baptisterio de San Giovani, la Torre inclinada y el cementerio de Pisa.
También se utilizó con mucha frecuencia en las composiciones monumentales de las arquitecturas fascistas europeas del siglo XX, inspiradas en las composiciones del Imperio romano, aunque mucho más austeras en lo referente a decoración. 